# A Hand Shake
A Hand Shake (Em tradução livre, "Um Aperto de Mão") é um filme mudo experimental estadunidense em curta-metragem, dirigido por William K.L. Dickson para o Edison Studios, de Thomas Edison, em 1892. É uma produção simples, com uma única tomada mostrando o próprio Dickson cumprimentando William Heise, outro pioneiro do cinema e seu parceiro em diversos projetos, com um aperto de mãos. Foi filmada usando a tecnologia do cinetógrafo

## Elenco
- William K.L. Dickson ... ele mesmo
- William Heise        ... ele mesmo